# Marek Zygmunt
Marek Zygmunt (ur. 16 lipca 1975 w Gdyni) – polski artysta nowych mediów, muzyk, performer. Tworzy: performance, videoperformance, realizacje i instalacje multimedialne, scenografie multimedialne, filmy wideo, muzykę eksperymentalną, fotografię.
Studiował architekturę na Politechnice Gdańskiej, gdzie w 2002 roku uzyskał dyplom. W swojej twórczości eksperymentuje przede wszystkim z dźwiękiem. Współpracował z takimi muzykami jak np. Jerzy Mazzoll czy Robert Knuth. Od 1997 związany jest z gdańską galerią Marka Rogulskiego Spiż 7. Od 2004 prowadzi eksperymentalny zespół muzyczny Z^2 (Zet kwadrat). 

## Performance
- 2007: Mechaniczna medytacja, Galeria Sektor 1, Katowice;
- 2003: Piramida, Galeria Spiż 7, Gdańsk;
- 2003: Sztuka Końca (cz. 2), Galeria DA, Gdańsk;
- 2003: Mandala, BWA Zielona Góra
- 2002: Trzydzieści, Galeria Spiż 7, Gdańsk;
- 2000: Stopień, Galeria Spiż 7, Gdańsk;
- 2000: Model, Klub Pstrąg, Zakopane (Festiwal Sztuki Alternatywnej im. Hasiora);
- 1999: Część, Galeria Spiż 7, Gdańsk;
- 1999: Sztuka w Hipermarkecie, Hipermarket M1, Pozanań;
- 1999: Arena Verona, Muzeum Warmii i Mazur, Olsztyn;
- 1999: Sztuka Końca (cz. 1), Galeria Spiż 7, Gdańsk;
- 1997: Pokaz pierwszy, Grupa O.P.E.C., Galeria Spiż 7, Gdańsk.